# Piedmont (Caroline du Sud)
Pour les articles homonymes, voir Piedmont.
Piedmont est une census-designated place située dans les comtés d'Anderson et de Greenville dans l'État de Caroline du Sud.

## Géographie
D'après le bureau du recensement des États-Unis, la superficie de la ville est de 22,7 km2, le long de la Saluda.

### Démographie
Au recensement de 2000, la population était de 4 684 hab dont 1 829 ménages et 1 349 familles résidentes. La densité était de 210,8 hab/km2.
La répartition ethnique était de 92.08% d'Euro-Américains et 5.85% d'Afro-Américains. Le revenu moyen par habitant était de 16 982 dollars avec 10.5% sous le seuil de pauvreté.

## Histoire
Après la révolution américaine, David Garrison Sr. s'installe vers 1786 dans la région connue sous le nom amérindien de "grands bancs de sable de la Saluda".
L'endroit devient ensuite connu sous le nom de Piedmont, donné par le nouveau propriétaire de la première filature de coton de la zone qui avait acheté la propriété David Sr.
La "Piedmont Manufacturing Company", est créée en 1873. Cette usine textile était une des plus grandes fabriques de coton de Caroline du Sud et a joué un rôle considérable dans le développement économique de la région.
Piedmont est le lieu de l'action de la plus grande partie du film Naissance d'une nation qui décrit les ravages de la guerre de Sécession et les humiliations endurées par la population lors de la reconstruction.

## Démographie
| 2000  | 2010  | - | - | - | - |
| ----- | ----- | - | - | - | - |
| 4 684 | 5 103 | - | - | - | - |

## Source
- (en) Cet article est partiellement ou en totalité issu de l’article de Wikipédia en anglais intitulé « Piedmont, South Carolina » (voir la liste des auteurs).